# Distrito de Laramarca
El distrito de Laramarca es uno de los dieciséis distritos que conforman la provincia de Huaytará, ubicada en el departamento de Huancavelica, bajo la administración del Gobierno regional de Huancavelica, en la zona de los andes centrales del Perú.
Desde el punto de vista jerárquico de la Iglesia católica, forma parte de la Diócesis de Huancavelica.

## Historia
Fue creado mediante Ley N° 9299 del 22 de enero de 1942, en el gobierno del Presidente Manuel Prado Ugarteche.

## Geografía
Abarca una superficie de 205,05 km².

## Autoridades

### Municipales
- 2023 - 2026
  - Alcalde:  Jose Antonio Armacanqui Caceres, Partido Agua.
  - Regidores: Adelaida Casavilca Astohuamán (AGUA), Julio Cesar Sulca Rojas (AGUA), Roger Cleto Campos Coronado (AGUA), Joselyn Gardenia Jerí Armacanqui (AGUA); y Elva Cucho Serna (AP)

- 2015 - 2018
  - Alcalde:  Abel Isaias Rojas Huaraca, Partido Acción Popular (AP).
  - Regidores: José Luís Morales Conde (AP), Eusebio Glicerio Crispín Mayurí (AP), María Aída Casavilca Astohuamán (AP), Carlos Alberto Pizarro Núñez (AP); y Juan AscenCión Soto Morales (AYNI)
- 2011 - 2014[2][3]
  - Alcalde: Roberto Edilfonzo Morales Conde, Partido Aprista Peruano (PAP).
  - Regidores: Juan Carlos Clemente Morales (PAP), Víctor Demetrio Rojas Astohuamán (PAP), Luis Alberto Luján Pérez (PAP), Nhillta Soledad Casavilca Astohuamán (PAP), Wilfredo Huarcaya Gómez (Acción Popular).[4]
- 2007-2010[5]
  - Alcalde: Julián Huaraca Crispín, Partido Aprista Peruano (PAP)

No existe presencia de Comisaría, ni efectivos policiales.

### Religiosas
- Diócesis de Huancavelica[6]
  - Obispo de Huancavelica: Monseñor Isidro Barrio Barrio.[7]